# Ключ времени (фильм)
«Ключ вре́мени» — российский полнометражный художественный фильм режиссёра Алексея Тельнова, гендиректора «ЛенДока». Премьера состоялась 6 августа 2020 года. Рабочее название — «Легенды Петербурга. Ключ времени».

## Сюжет
Петербург — город мистических тайн и легенд. Девочке Ксении, бывшей воспитаннице детского дома, которую удочерила супружеская чета — писатель и художница, — предстоит спасти приёмных родителей от тёмных сил потустороннего Петербурга. Ей придётся противостоять ведьме Ингрид (бывшей наставнице из детдома), найти ключ времени и запустить часы на Петропавловской крепости, которые затем никогда не должны останавливаться. По легенде, остановить нечисть и спасти город от разрушения может только наследник хранителя времени. Ксюше помогает друг — домовой Парамон. Главным героям окажут поддержку в борьбе местные сфинксы, грифоны и атланты.

## Создания проекта
Съёмки картины «о главных тайнах мистического города» проходили с 23 августа по 9 декабря 2017 года на улицах Санкт-Петербурга и в Ленинградской области.
Во время съёмок у музея Шаляпина с десятиметрового крана, под которым стояли актёры, упала камера — и при этом никто не пострадал, даже камера не сломалась. В 2016 году режиссёр Александр Соловьёв покинул проект. В 2018 году перед выходом картины один из инвесторов отказался от участия в проекте.
На создание этой истории гендиректора «ЛенДока» вдохновила сказка, которую его друг придумал для своей дочери. Алексей Тельнов считает, что «фильм сохранил лучшие черты советского кинематографа». В то же время это «не сказка для семейного просмотра, это скорее триллер или даже психологическая драма», «картина построена в формате квеста» и «визуально похожа на историю о Гарри Поттере». Ольга Погодина-Кузмина считает проект российским «ответом «Гарри Поттеру». 
В 2016 году проект получил 2/3 частных инвестиций в категории «Игрового кино для детей» по результатам очной защиты во время питчинга кинопроектов в Министерстве культуры.
Дата выхода картины переносилась с октября 2018 года из-за болезни режиссёра и досъёмок на 30 октября 2019 года, из-за пандемии коронавируса — с весны 2020 на 6 августа 2020 года.

## В ролях
- Ксения Алексеева —  Ксюша, сирота из детдома
- Артём Ткаченко — Парамон, домовой
- Любовь Толкалина — Ирэна, директор детдома / Ингрид, ведьма Тёмного мира
- Павел Трубинер  — Андрей, писатель, приёмный отец Ксюши
- Марина Казанкова — Ольга, художница, приёмная мать Ксюши / русалка
- Оксана Базилевич — работница приюта
- Илья Мозговой — заика
- Александр Ронис — аптекарь Пель
- Аркадий Коваль — милиционер
- Беата Маковская — повариха
- Варвара Щербакова — учительница
- Виктор Тарасов — водитель грузовика
- Полина Данилова — одноногая девушка
- Дарья Фёдорова — Соловьёва
- Олег Корытин — бабка, упырь
- Анатолий Кондюбов — булочник
- Павел Хазов — врач
- Екатерина Байгозина — персонаж в кабаре

## Съёмочная группа
- Режиссёр — Алексей Тельнов
- Продюсеры — Алексей Тельнов, Сергей Алексеев
- Оператор-постановщик — Артём Джараян
- Сценаристы — Алексей Тельнов, Алексей Теплыгин при участии Ольги Погодины-Кузминой
- Композитор — Мурат Кабардоков при участии Алексея Карпова, Виктора Сологуба и Александра Вартанова
- Художник-постановщик — Владимир Южаков
- Художник по костюмам — Анастасия Белова
- Художник по гриму — Анна Эсмонт
- Звукорежиссёр — Иван Гусаков
- Монтаж — Алексей Тельнов при участии Дмитрия Рубежина
- Вторые режиссёры — Мария Семёнова, Владислав Волошинов и Клавдия Кононова
- Директоры по кастингу — Ирина Никулина и Настя Самсонова
- Редактор — Александра Лантинова
- Репетитор — Екатерина Максимова
- Стедикам — Валерий Петров
- Оператор подводных съёмок — Григорий Яблочников
- Аэросъёмка — Юрий Шкребий и Егор Недвига
- Постановщик трюков — Сергей Головкин
- Директор картины — Кристина Франчак
- Исполнительные продюсеры — Евгений Григорьев и Вячеслав Хорьков
- Креативный продюсер — Вячеслав Хорьков[10]

## Релиз и прокат
«Ключ времени» стал одним из первых российских фильмов, которые вышли в прокат после пандемии коронавируса. Премьера ленты состоялась 6 августа 2020 года в московском кинотеатре «Иллюзион».

## Критика
- Пётр Волошин, «Киноафиша»:

Не так важно, что фильм не запоминается яркими актёрскими выходами, ведь все они уступают место главному персонажу — Петербургу. Он узнаваем и от этого становится всё более пугающим. «Ключ времени» не хоррор, конечно, но созданный в фильме мир не назовёшь совсем детским, как и положено художественному Петербургу, — от него иногда становится по-хорошему не по себе. «Ключ времени» — подходящий выбор для семейного просмотра, особенно если в семье есть любители города на Неве, а дети уже подросли и готовы воспринимать не совсем детскую сказку